# 訃報 1981年6月
訃報 1981年6月（ふほう 1981ねん6がつ）では、1981年（昭和56年）6月中に物故した、又は物故が報じられた人物についてまとめる。

## （1日 - 15日）

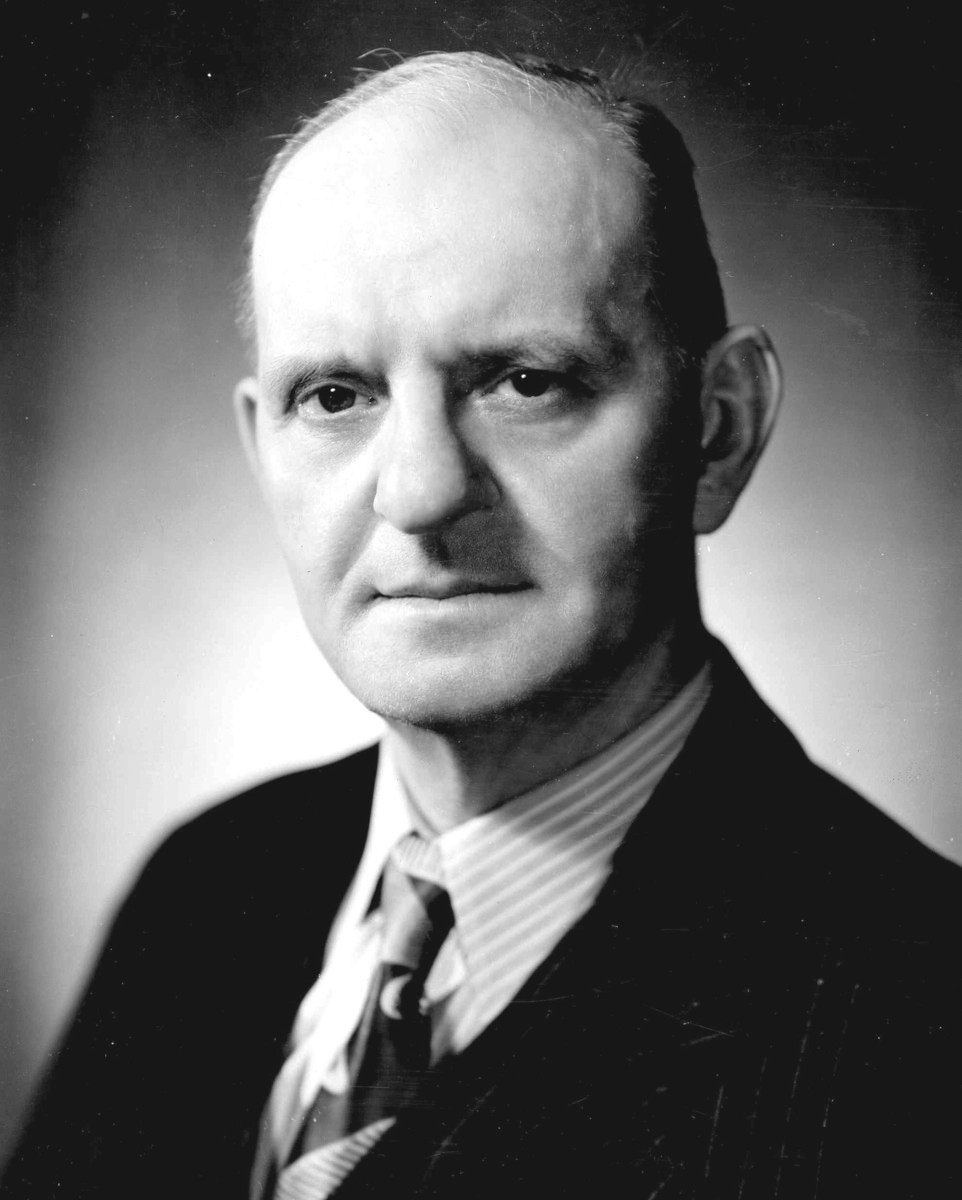
カール・ヴィンソン／6月1日没

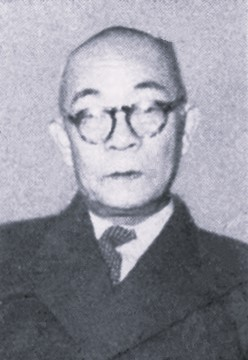
重政誠之／6月3日没

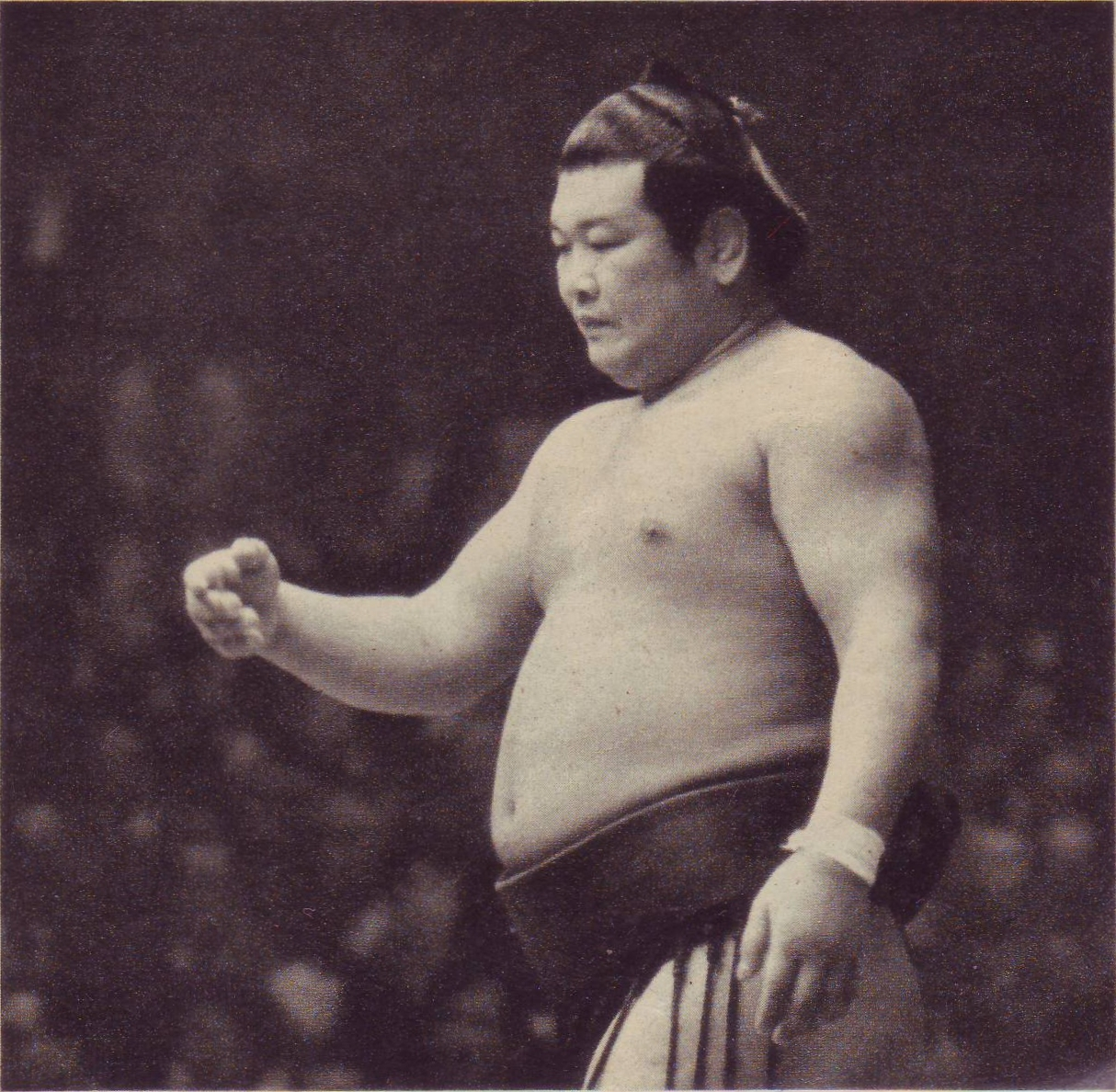
琴ヶ濵貞雄／6月7日没

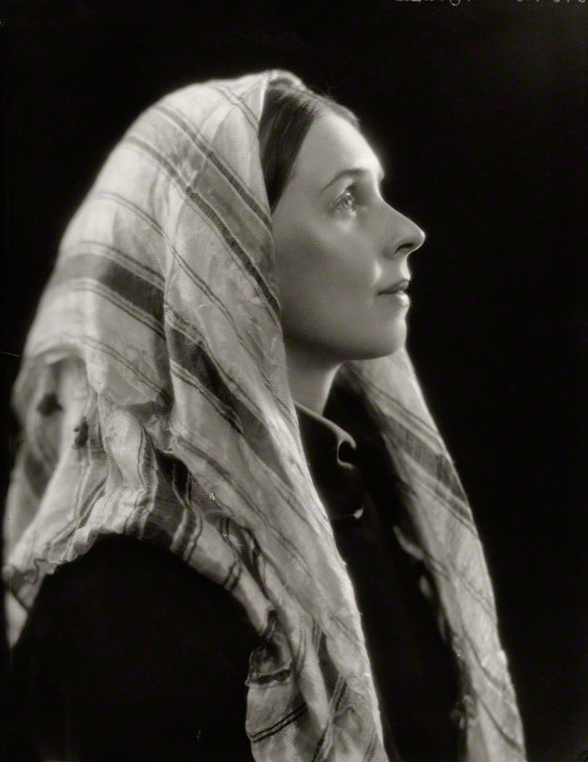
リディア・ロポコワ／6月8日没

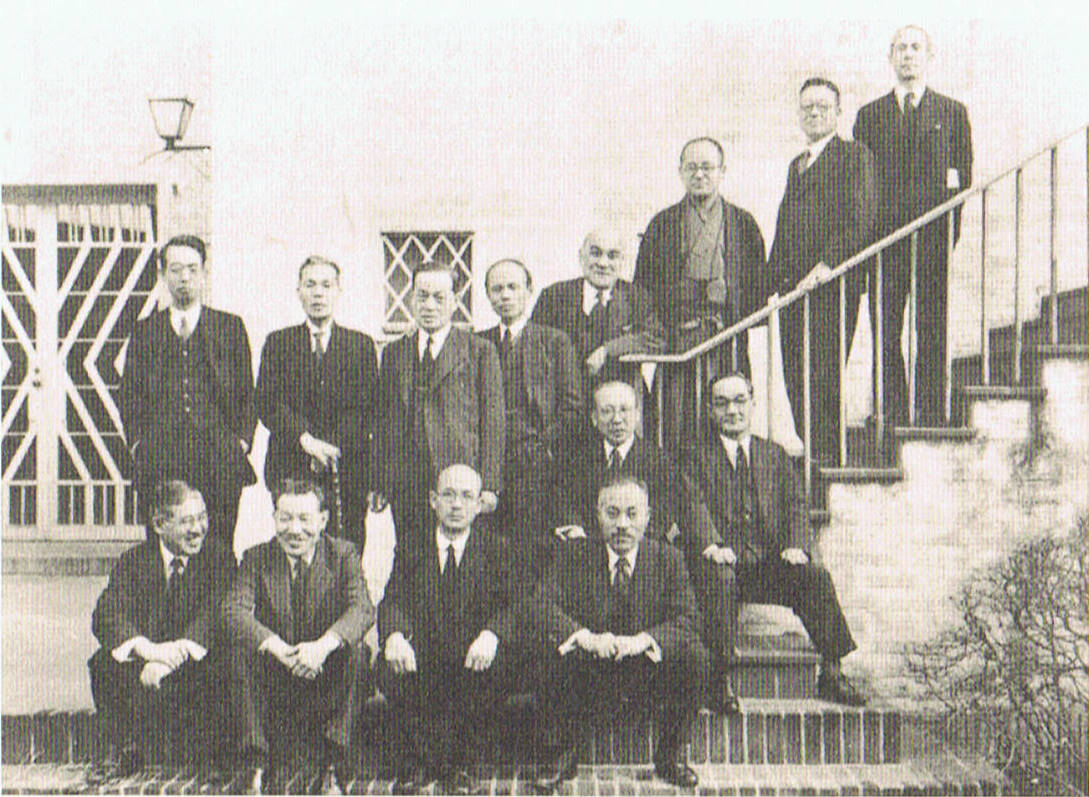
浅野順一（後列左から6人目）／6月10日没

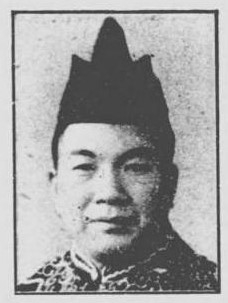
伊藤清／6月12日没

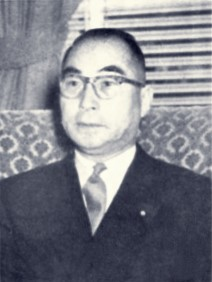
伊能繁次郎／6月12日没

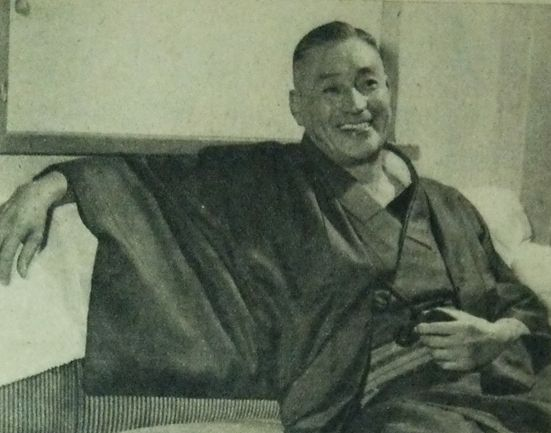
菅原通済／6月13日没

- 6月1日 - カール・ヴィンソン、アメリカ合衆国の政治家、下院議員（* 1883年）
- 6月1日 - 大野熊雄[要出典]、日本の武道家・弁護士（* 1889年）
- 6月3日 - 重政誠之、日本の農商務官僚・政治家、元農林大臣、重政庸徳の弟（* 1897年）
- 6月3日 - カールトン・スティーヴンズ・クーン（英語版）、アメリカ合衆国の人類学者（* 1904年）
- 6月5日 - 菊池良三[要出典]、日本の政治家、元岩手県宮古市長（* 1907年）
- 6月7日 - 高木健夫、日本のジャーナリスト、読売新聞新聞記者（* 1905年）
- 6月7日 - 琴ヶ濵貞雄、日本の大相撲力士（大関）【二所ノ関部屋→佐渡ヶ嶽部屋所属】（* 1927年）
- 6月8日 - リディア・ロポコワ、ロシアのバレエダンサー、ジョン・メイナード・ケインズの妻（* 1892年）
- 6月8日 - 秋吉巒、日本の挿絵画家（* 1922年）
- 6月9日 - 川北禎一、日本の銀行家、日本興業銀行元頭取（* 1896年）
- 6月10日 - ミンザキル・アブサリャモフ、ソビエト連邦の軍人、少将（* 1896年）
- 6月10日 - 浅野順一、日本の牧師、神学者（旧約聖書学）（* 1899年）
- 6月11日 - 大久保末吉、日本の競馬騎手、調教師（* 1908年）
- 6月12日 - 伊藤清、日本の弁護士・裁判官・政治家、衆議院議員（* 1890年）
- 6月12日 - 伊能繁次郎、日本の運輸官僚・政治家、元防衛庁長官（* 1901年）
- 6月13日 - 菅原通済、日本の実業家・フィクサー、鉄道工業代表取締役社長（* 1894年）

## （16日 - 30日）

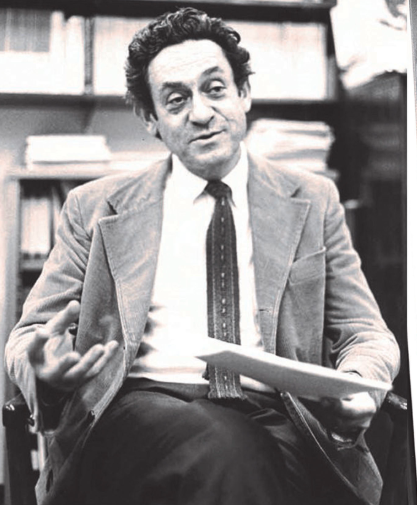
ジュール・チャーニー／6月16日没

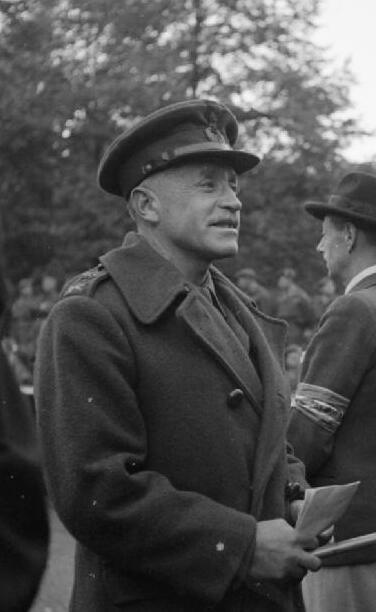
リチャード・オコーナー／6月17日没

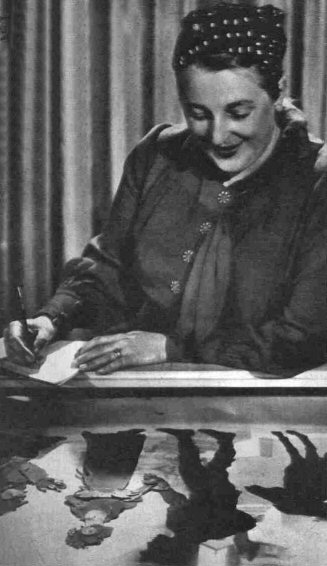
ロッテ・ライニガー／6月19日没

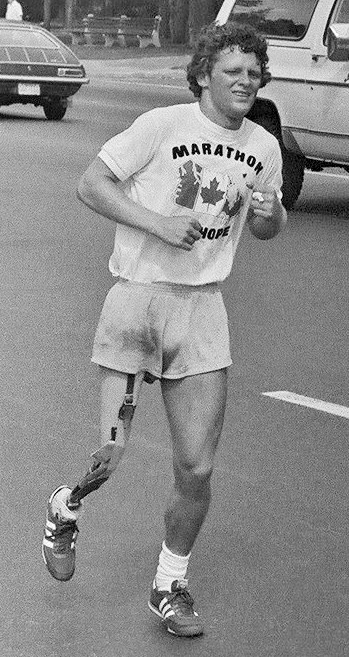
テリー・フォックス／6月28日没

- 6月16日 - ジュール・チャーニー、アメリカ合衆国の気象学者・海洋学者（* 1917年）
- 6月17日 - リチャード・オコーナー、イギリスの軍人（* 1889年）
- 6月19日 - ロッテ・ライニガー、ドイツの映画監督・影絵アニメーションの先駆者（* 1899年）
- 6月21日 - アルベルト・スピシ（英語版）、ウルグアイのサッカー選手・コーチ（* 1898年）
- 6月22日 - 加藤喜作、日本の元プロ野球選手・野球監督【近畿日本軍所属】（* 1908年）
- 6月22日 - 伊藤傳三、日本の実業家、伊藤ハム創業者（* 1908年）
- 6月23日 - スキ・ポワティエ（英語版）、イギリスのモデル（* 1947年）
- 6月26日 - 岡田譲、日本の美術評論家、東京国立近代美術館館長・共立女子大学教授（* 1911年）
- 6月28日 - 相沢重明、日本の労働運動家・政治家、元日本社会党参議院議員（* 1910年）
- 6月28日 - テリー・フォックス、カナダの義足マラソンランナー、「希望のマラソン」の名で知られる人物（* 1958年）